# Iglesia de San Antolín (Zamora)
La iglesia de San Antolín es un templo, en origen románico, ubicado en el Barrio de la Lana de Zamora, España.

## Historia
Al instalarse en la ciudad un buen número de gentes procedentes de Palencia, en el siglo XI, en el barrio que precisamente por dedicarse estas personas fundamentalmente al sector textil se le dio el nombre de "Barrio de la Lana", construyeron una iglesia en honor del patrón de su ciudad de origen, San Antolín. En ella instalaron además una imagen de la Virgen que habían traído consigo, la cual fue denominada inicialmente Virgen de San Antolín, a la que los propios zamoranos cogieron gran devoción, siendo de hecho nombrada en 1100 patrona de la ciudad. En el siglo XVIII, por su carácter romero (cada lunes de Pentecostés es llevada en romería al vecino pueblo de La Hiniesta, una de las fiestas religiosas locales más importantes) se le añadió una concha, pasando a ser conocida desde entonces como Virgen de la Concha.

## Descripción
El edificio, en origen románico, conserva aún hoy en día varios canecillos en el exterior del muro meridional, pero ha sufrido numerosas transformaciones posterioriores, presentando en la actualidad planta de cruz latina con crucero de brazos asimétricos.
De su exterior destaca su espadaña, de estilo clasicista, que fue levantada por los canteros Juan de Rubayo y Juan Fernández en 1596. Su porche es mucho más actual, de 1998, conforme a proyecto de Lucas del Teso, para sustituir al antiguo y cobijar su única portada de estilo gótico.
En su altar mayor hoy recibe culto la imagen de la Virgen Peregrina, tallada por el imaginero de Coreses Ramón Álvarez en 1884, aunque anteriormente este espacio lo ocupó la imagen de Virgen de La Concha, patrona de la ciudad de Zamora, hoy en la Iglesia matriz de San Vicente. En el frontal están representados también las figuras de San Antolín y los cuarteles del escudo de la ciudad.